# Gavicalis versicolor
El mielero versicolor (Gavicalis versicolor) es una especie de ave paseriforme de la familia Meliphagidae propia del sur de Nueva Guinea y noreste de Australia. 

## Distribución
Se extiende por las zonas costeras del sur de Nueva Guinea y el este de la península del Cabo York. Su hábitat natural son los manglares tropicales.

## Taxonomía
El mielero versicolor fue descrito científicamente en 1843 por John Gould, con el nombre binomial de Ptilotis versicolor.
Fue considerado conespecífico con el mielero de manglar, pero en la actualidad se consideran especies separadas. Ambas especies junto al mielero cantarín integran el género Gavicalis.
En el pasado el mielero de versicolor se clasificó en el género Lichenostomus, pero fue trasladado al género Gavicalis tras un análisis filogenético publicado en 2011 que demostraba que el género original era polifilético.